# Peter Nicholas
Pour les articles homonymes, voir Nicholas.
Peter Nicholas (né le 10 novembre 1959 à Newport) est un footballeur gallois reconverti entraîneur.
Ce milieu de terrain défensif a joué 73 fois (dont une bonne partie en tant que capitaine) pour l'équipe du pays de Galles entre 1979 et 1992, ce qui le place dans le top 5 des joueurs gallois les plus capés.

## Carrière de joueur
- Crystal Palace (1976-1981)
- Arsenal (1981-1983)
- Crystal Palace (1983-1985)
- Luton Town (1985-1987)
- Aberdeen FC (1987-1988)
- Chelsea (1988-?)
- Watford (?-1993)

## Carrière d'entraîneur
Après sa carrière de joueur, Peter Nicholas a entraîné les jeunes de Chelsea puis de Crystal Palace avant de coacher plusieurs équipes au Pays de Galles, comme Llanelli dont il est le manager de 2004 à 2009.
- Barry Town (2000-2001)
- Newport County (2002-2004)
- Llanelli AFC (2005-2009)
- Neath FC Entraîneur adjoint (2011-)